# Найду, Куми
Куми Найду (англ. Kumi Naidoo) — южноафриканский общественный деятель индийского происхождения, активный борец за права человека и руководитель Международной группы по охране окружающей среды, Greenpeace. Он стал первым африканцем, возглавившим эту организацию.
C августа 2018 года является генеральным секретарём Amnesty International.
После борьбы с апартеидом в Южной Африке в 1970-х и 1980-х годах Найду развернул глобальную кампанию по искоренению нищеты и защите прав человека. В последнее время он возглавлял глобальную кампанию по защите климата, которая объединила экологические и религиозные группы по защите прав человека, а также профсоюзы и ученых.